# Aszanuma Takuja
Aszanuma Takuja (浅沼 拓也; Hepburn: Asanuma Takuya) vagy ismertebb nevén TAKUYA (Kiotó, 1971. szeptember 9. –) japán gitáros és zenei producer.

## Pályafutása
Eredetileg a Judy and Mary második gitárosa volt. TAKUYA néven szólókarrierbe kezdett, ROBOTS néven együttest is alapított, ami azonban 2009-ben feloszlott. Korábban egy gioni volt gésa férje volt, azonban 2006-ban elváltak.

## Diszkográfia

### Kislemezek
A ROBOTS-szal
1. Koibito (コイビト; 1997. szeptember 1.?)
2. ROBOT (1997. október 29.)
3. Palette (パレット; Hepburn: Paretto?; 1998. február 25.)
4. she-through (1998. május 13.)
5. ALCHEMIST (1999. szeptember 9.)
6. Irotoridori no Szekai (イロトリドリ ノ セカイ; 1999. szeptember 9.?)
7. JUMPING JACK (1999. november 3.)
8. Cloud Collector (2000. január 1.)

- Digitális kislemezek a ROBOTS-szal
  1. Greatest delight (2006. június 18.)
  2. Kill Me Lil Bee (キルミーリルビー; Hepburn: Kiru Mī Riru Bī?; 2007. május 28.)
  3. ZERO (2008. december 24.)
  4. Butterfly (バタフライ; Hepburn: Batafurai?; 2009. január 28.)

TAKUYA-ként
1. i love you (2002. szeptember 11.)
2. HOTARU (2002. október 23.)

Közreműködés
1. WBX (W-Boiled Extreme) (2009. november 11.)

### Nagylemezek
ROBOTS-szal
1. GUITAR DE POP (2007. november 6.)
2. Cloud Collector (1999. november 3.)
3. Dying Music (2007. szeptember 5.)
4. Kogare Sandy mo Sam mo (転がれサンディもサムも; Hepburn: Kogare Sandi mo Samu mo?; 2009. február 18.)

TAKUYA-ként
1. THE WIDE WILD WORLD (2002. november 27.)
2. 54 it (2004. szeptember 1.)

## Egyéb zenei közreműködések
- Szaruganszeki Hacukoi (dalszöveg és zene TAKUYA-ként, szervezés ROBOTS-ként)
- Λucifer Szeitensi BLUE (zene), Silent Melody (zene), TOKYO Illusion (zene), CARNATION CRIME (zene), Rinne no Hitomi (zene), TSUBASA (zene), Hyper Sonic Soul (zene)
- Juemilia Reset (dalszöveg Akimoto Jaszusival és zene)
- SMAP Szuszume!
- Takahasi Hitomi Komorebi (zene és szervezés), Candy Line (zene és szervezés), JET BOY JET GIRL (zene és szervezés), Cujoku Nare (zene és szervezés)